# Csehimindszent
Csehimindszent è un comune dell'Ungheria di 422 abitanti (dati 2001). È situato nella contea di Vas.
Qui nacque il cardinale József Mindszenty.